# 休斯顿威尔 (肯塔基州)
休斯顿威尔（英語：Hustonville），是美国肯塔基州的一座城市。面积约为2.6平方公里（1平方英里）。根据2010年美国人口普查，该市的人口为405人。